# ペトラは静かに対峙する
『ペトラは静かに対峙する』（ペトラはしずかにたいじする、Petra）は2018年のスペイン・フランス・デンマークのミステリ映画。
ハイメ・ロサレス監督の長編6作目の作品で、出演はバルバラ・レニーとアレックス・ブレンデミュールなど。
カタルーニャの乾いた大地を舞台に、画家ペトラの父親探しから起きる悲劇の連鎖と徐々に明らかになる家族の秘密を描き、「現代のギリシャ悲劇」とも評されている。
2018年5月に開催された第71回カンヌ国際映画祭の監督週間で初上映された。

## ストーリー
全7章から構成されるが、順番を入れ替えており、各章のタイトルがその章で起きる重大な出来事を予告するものとなっている。

### 第2章 ペトラ ジャウメの世界に出会う
カタルーニャ在住の著名な彫刻家ジャウメの屋敷に若い女性画家のペトラがジャウメとの作品制作のためにやってくる。
しかし彼女の本当の目的はジャウメが実の父親かどうかを確かめることだった。
ジャウメの妻マリサや息子のルカス、家政婦のテレサなど、ジャウメの周囲の人々と親しくなる中で、ペトラはジャウメが冷酷な暴君であることを知る。
一方、ペトラが腹違いの妹とは思いもしないルカスはペトラに惹かれていくが、それをペトラはやんわりと拒む。

### 第3章 テレサの自殺
ある日、ルカスはテレサの夫フアンホから無職の息子パウをジャウメの助手にして欲しいと頼まれる。
ルカスはその話をジャウメにするが、ジャウメは母親であるテレサが直接頼むべきと言う。
こうしてジャウメに呼び出される形となったテレサはジャウメの望むままに抱かれる。
ジャウメはテレサを抱いたことを夫フアンホには黙っていると約束するが、息子のパウには話すと言う。
自分のために母親が身体を売ったと知ればパウの目も覚めるだろうとジャウメは言い放つ。
思い悩んだテレサは岸壁から身を投げて自殺する。
テレサの自殺の原因を知ったルカスは家族のもとを去る。

### 第1章 ペトラの母親の病と死
マドリードの病院にペトラの母フリアは入院していた。
父親を知らずに育ったペトラは余命わずかの母から父親について聞きたいと思っているが切り出せずにいる。
そこで母の妹である叔母が助け舟を出すものの完全に拒まれ、仕方なくペトラが直接訊ねるが、これもまた拒まれ、結局、何も聞き出せないままフリアは亡くなる。
どうしても父親について知りたいペトラは、叔母が知る母の古い友人をツテに調べることになる。

### 第4章 ジャウメ ペトラに父親ではないと告げる
ジャウメはペトラの絵を「自己セラピーのための絵に過ぎない」と酷評する。
傷ついたペトラはジャウメに自分の父親かどうかを確かめるために来たことを告白する。
しかし、ジャウメはフリアに初めて会った時には既にペトラが生まれていたので自分は父親ではないと告げる。
ペトラはルカスに電話をかける。

### 第6章 ジャウメの嘘と その結末
歴史のある古い小さな村ブイトラゴで、夫婦となったペトラとルカスは娘フリアと3人で幸せに暮らしていた。
ペトラは画家をやめて保育士として働いている。
そこにジャウメが現れ、ペトラが自分の娘であることを告げる。
さらにジャウメは、ペトラの父親ではないと嘘をついておきながら、今になって真実を話したのはルカスの幸せを邪魔するためだとルカスに告げる。
ルカスはジャウメを撃ち殺そうとするができず、絶望の末に自殺する。

### 第5章 ペトラとルカスの愛の始まり
ルカスと異母兄妹ではないと知ったペトラはルカスと再会し、以前ルカスを拒んだ理由を話す。
これをきっかけに2人は交際するようになる。
そして、絵をやめて田舎で新しい生活を始めたいとのペトラの提案で2人は結婚を決める。

### 第7章 ペトラと娘フリアの新生活
ルカスの死から数年が経ち、娘フリアと2人で暮らしていたペトラのもとにマリサが訪ねてくる。
孫娘に会いたいというマリサの願いを頑なに拒むペトラにマリサはこれまで隠してきた秘密と罪を告白する。
実はルカスはジャウメの子ではなく、行きずりの関係の末に産んだ子だったのである。
ペトラは動揺する。
一方、ジャウメは自分の助手となったパウを気に入り、本格的に弟子として育てようと考え始めていた。
ところがある日、ジャウメと2人で山に入ったパウは全くためらうことなくジャウメを銃殺する。
ペトラはフリアを連れて、カタルーニャの屋敷を訪れ、マリサにフリアを会わせる。

## キャスト
- ペトラ: バルバラ・レニー - 画家。
- ジャウメ: ジョアン・ボテイ - 著名な彫刻家。資産家。
- マリサ: マリサ・パレデス - ジャウメの妻。
- ルカス: アレックス・ブレンデミュール - ジャウメとマリサの息子。写真家。
- フリア: ペトラ・マルティネス（スペイン語版） - ペトラの母。
- テレサ: カルメ・プラ - 家政婦。
- パウ: オリオル・プラ（カタルーニャ語版） - テレサの息子。ルカスの友人。
- フアンホ: チェマ・デル・バルコ - テレサの夫。パウの父。

## 製作
本作のテーマについてロサレス監督は「観る者それぞれが自分でテーマを定義する」としつつ、自らが主題を要約するなら「本作は探求と贖罪についての映画である」とインタビューで述べている。また、同じインタビューにおいて、ステディカムによる静かなカメラワークで役者たちのいない場所を映すシーンには、この世界とそれを超越したものの両面性、情緒的なものの見方であると同時に、表面的で、登場人物の運命には介入しない、天使による観察がイメージされており、映画全体がそのようなものの見方に貫かれているとしている。
本作で77歳にして演技デビューしたジョアン・ボテイは化学・農業学のエンジニアで、本作のロケ地となったカタルーニャ地方エンポルダの広大な土地の所有者として、コルク生産、狩猟、観光、ハイキングを行うなど、自然と社会へユニークなアプローチを行なっており、また生物の多種多様性についての著書も出版している。

## 作品の評価

### 映画批評家によるレビュー
第71回カンヌ国際映画祭の監督週間に出品されたが、評論家からの評価は低い。
リベラシオン紙は「ギリシャ悲劇を目指したのだろうが、アートぶったソープオペラに過ぎない」「役者とセットの間をゆっくり動くカメラワークなどの演出は退屈なだけでなく、著しく堪え難いほど高慢に見える」「クリスティアン・エイドネス・アナスンの非常に鬱陶しい音楽の押し付け」などと酷評している。
フランス・アンフォは「メインの役者たちの演技によって救われているものの、憂鬱な作品でユーモアがない」としている。
その一方で映画.comは「驚かされるのは、人間の残酷さ、無力さをまざまざと観る者に突きつけ、呆気ないほど死者が続出するこの映画が、人間の再生力、生命力をも映し出していることだ」と評し、zakzakも「人間の冷酷さ、罪深さを描きながらも、その奥に温かさを感じさせるラスト」として高く評価している。
また、映画ランドは「予測不能な数々の悲劇に震撼させられながら、まるでパズルのピースが嵌まっていくかのようなカタルシスが味わえる」としている。
他にも、webDICEは「アカペラのサウンドトラックがギリシャ悲劇的な要素を特に強調している」と指摘している。
Rotten Tomatoesによれば、18件の評論のうち、94%にあたる17件が高く評価しており、平均して10点満点中8.5点を得ている。

### 受賞歴
第11回ガウディ賞で非カタルーニャ語作品賞、監督賞、脚本賞、主演女優賞（バルバラ・レニー）、主演男優賞（アレックス・ブレンデミュール）、助演女優賞（マリサ・パレデス）、助演男優賞（オリオル・プラ）、撮影賞の8部門にノミネートされ、そのうち助演男優賞（オリオル・プラ）を受賞している。